# Bolbitis costata
Bolbitis costata är en träjonväxtart som först beskrevs av Nathaniel Wallich och William Jackson Hooker, och fick sitt nu gällande namn av Ren-Chang Ching. Bolbitis costata ingår i släktet Bolbitis och familjen Dryopteridaceae. Inga underarter finns listade.